# Pergola

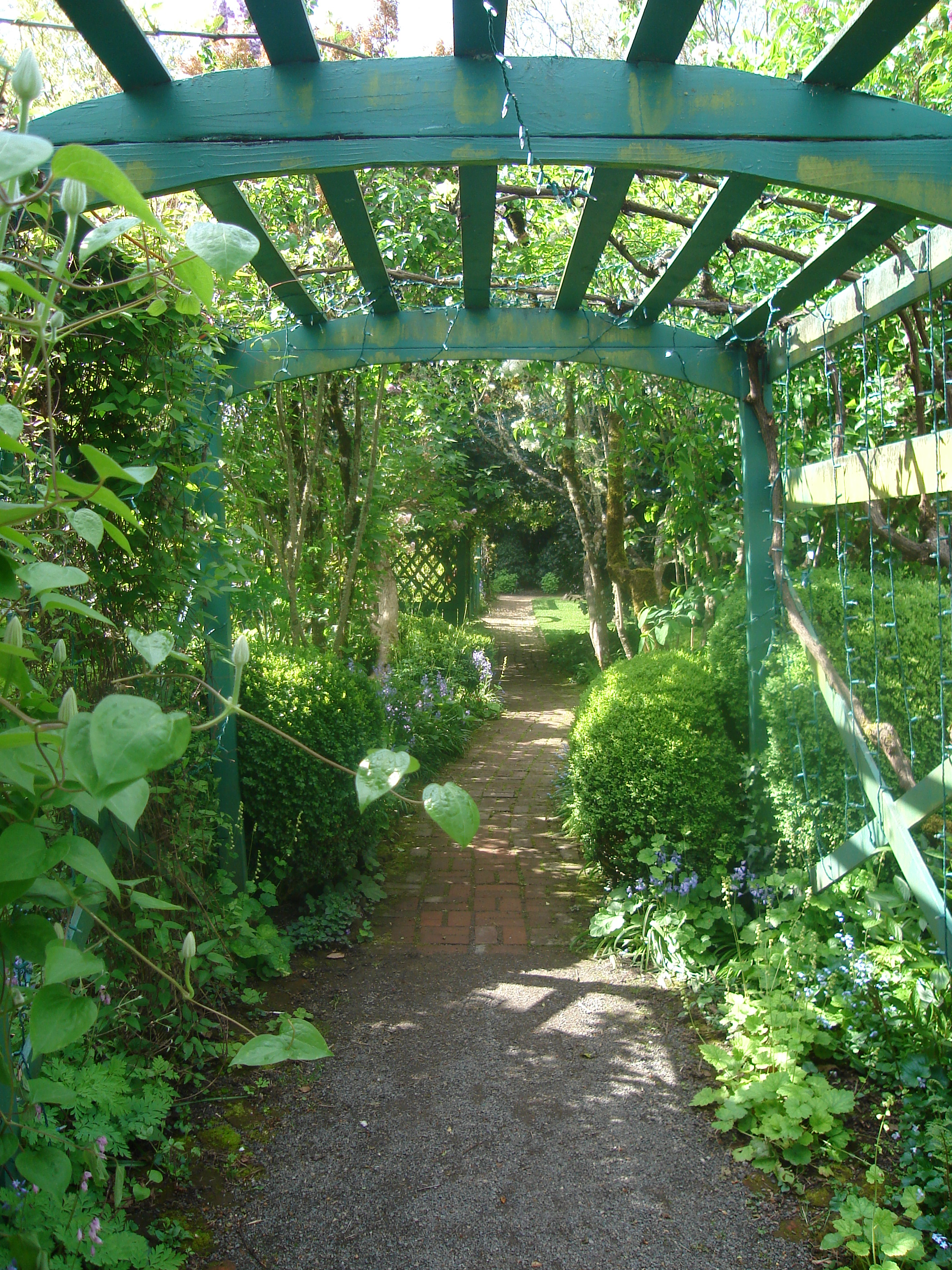
Pergola i Oregon, USA.

Pergola (it.: 'utsprång', utbyggnad på hus') är en typ av lövgång i en trädgård. Den består av dubbla rader av fristående stöd och en överliggare däremellan. Denna är övervuxen av klängväxter. I klassisk trädgårdsarkitektur är de fristående stöden ofta i form av pelare.
Pergola kan även syfta på en i modern arkitektur täckt gång med mycket smala och spatiöst placerade stöd.

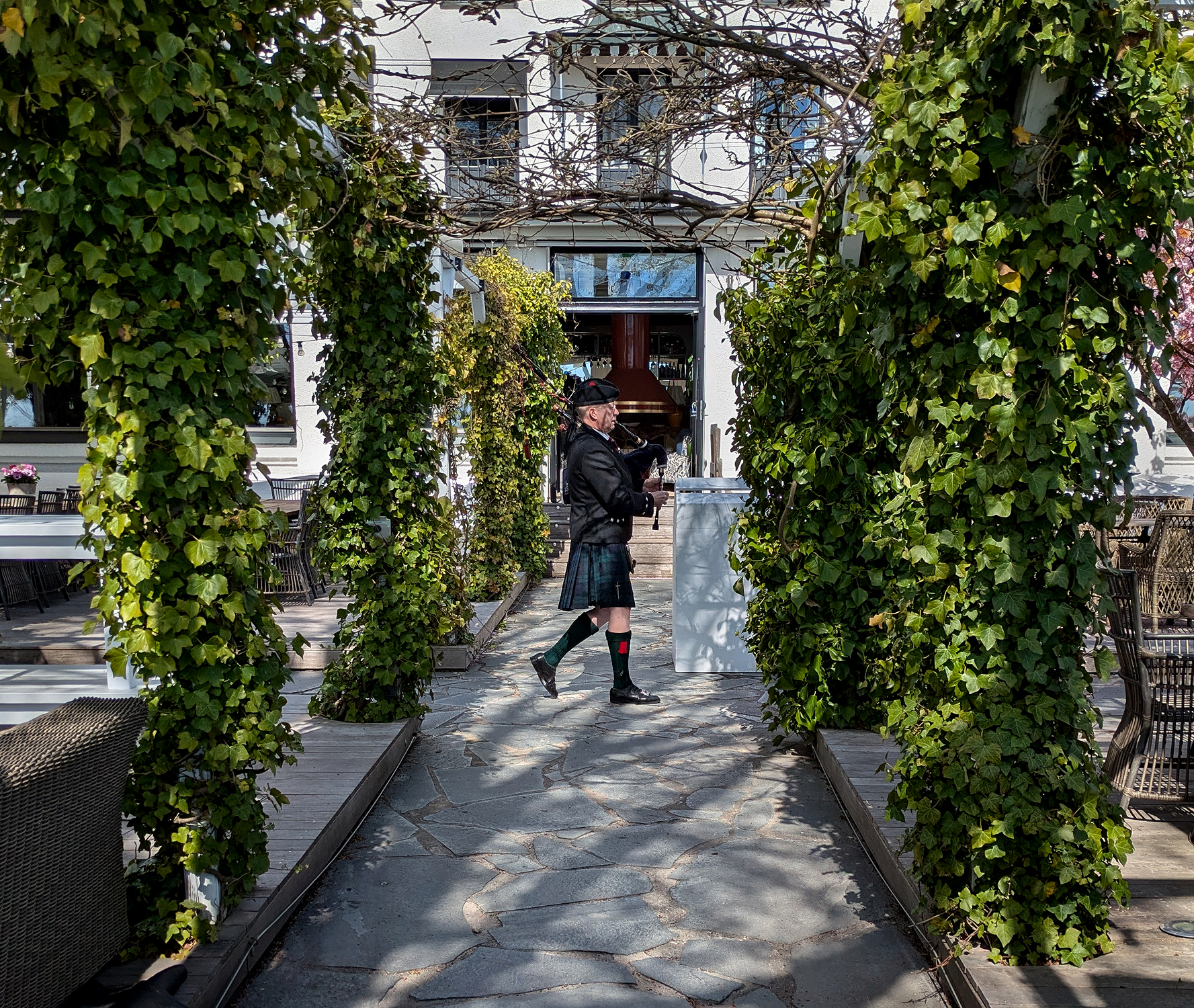
En pergola med murgröna vid Ystad Saltsjöbads uteservering.